# Семёнов, Михаил Николаевич (издатель)
Михаи́л Никола́евич Семёнов (1873—1952) — литератор и издатель.
Двоюродный племянник путешественника Петра Петровича Семёнова-Тян-Шанского. Был близко знаком со многими выдающимися деятелями русской культуры: переписывался с И. А. Буниным, был знаком с В. П. Зубовым, С. П. Дягилевым, В. Ф. Нижинским, И. Ф. Стравинским, Л. Ф. Мясиным. Среди его знакомых были Сальваторе Квазимодо, Амадео Модильяни и Пабло Пикассо.

## Биография
Родился в Москве. Детство провёл в имении рано овдовевшей матери в деревне Кикино (Богородицкое) Ряжского уезда Рязанской губернии; отец — Николай Михайлович Семёнов (1829—1877), мать — Мария Леонтьевна Епанчина.
В результате детской травмы (ожог лица) у Семёнова развилось нервное расстройство. Он страдал депрессиями, чередовавшимися с периодами активности, что сделало невозможным систематическое образование. Сменив несколько гимназий в Москве, Рязани, Орле, Туле, в 1892 году сдал фиктивный экзамен
на аттестат зрелости в Коломне. В том же году поступил в Московское училище живописи, ваяния и зодчества, но вскоре был отчислен за невнесение платы. В следующем году за участие в студенческой политической сходке арестован. Избежал наказания вследствие заступничества дяди-сенатора. В поисках заработка переехал в Петербург, работал в Комиссии по переписи населения при Петербургском университете, поступил вольнослушателем на естественнонаучный факультет университета. Увлекшись учением Л. Н. Толстого, подружился с толстовцами П. И. Бирюковым, Л. А. Сулержицким, будущим большевиком В. Д. Бонч-Бруевичем. Помогал голодающим, работал санитаром в холерном бараке, участвовал в народническом и социал-демократических кружках. Чтобы избежать уголовного преследования за отказ от военной службы, в 1893—1896 годах работал учителем в начальной школе с. Еголдаево Ряжского уезда Рязанской губернии. В Рязани познакомился с политическими ссыльными, в том числе с Г. А. Джаншиевым, П. Н. Милюковым, Н. А. Рубакиным.
С октября 1896 года Семёнов вновь в Петербурге, с ноября — под надзором полиции за распространение социал-демократической литературы. С марта 1897 года был издателем журнала «Новое слово». Для покупки журнала Семёнов взял крупный кредит под залог имения Алмазовка Рязанской губернии, принадлежавшего его брату и полному тёзке. В «Новом слове», ставшем первым легальным марксистским изданием в России. В декабре 1897 года журнал был запрещён. В этот период Семёнов вступил в брак с богатой женщиной (в мемуарах он называет её «княгиней»), намереваясь использовать её состояние для нужд революции, но жена вскоре бросила его, уехав за границу.
В 1898 году Семёнов открыл в центре Петербурга книжный магазин «Знание». Активно участвовал в издании и распространении нелегальной литературы, собирался организовать в магазине тайную типографию. Впоследствии часто рассказывал, что в конце 1890-х годов познакомился на конспиративной
квартире с В. И. Ульяновым — «товарищем Лео», который якобы поручил ему перевезти партию литературы в Вильну и Юзовку, и Семёнов успешно выполнил задание. Весной 1899 года полиция пресекла деятельность группы. После освобождения под подписку о невыезде Семёнов вместе с соучастниками скрылся на даче Бонч-Бруевича близ Мустамяки (Финляндия).
В начале 1900 года Семёнов выехал в Европу, слушал курсы истории искусств в университетах Лейпцига, Берна, Гейдельберга. Вёл жизнь бурша, одновременно сохраняя связи в кругах политэмигрантов. В Женеве жил в доме Г. В. Плеханова, давая уроки его дочерям. Андрей Белый писал о нём: «Семенов блондин, анархист, явившийся из-за границы, где он репетировал дочерей Плеханова, всё что-то заваривал он в „Скорпионе“; всегда он с проектом являлся».
Участвовал в создании журнала «Весы» (1904). Переводил произведения Пшибышевского. В 1910 году вместе с В. П. Зубовым и Т. Г. Трапезниковым стал собирать библиотеку по истории западного искусства, которая легла в основу Института истории искусств.
Первые впечатления В. Я. Брюсова от Семёнова были неблагоприятными: «господин с белыми усами, достаточно развязный», раздражал его «своей сытостью, самоуверенностью и трёхмерностью». Вскоре, однако, он оценил предприимчивость и связи Семёнова: «Ах, что это за неоцененный человек, т. е. для „деловых дел“ … Если б распоряжался „Скорпионом“ он, издательство приносило бы тысячи в год доходу», и делает Семёнова своим доверенным лицом в редакционных делах и конфидентом в личных. А. Белый вспоминал Семёнова «в цилиндре, с сигарищей, - розовощёкий блондин, грубо-нежный и тонко-дубовый». А. М. Ремизов увидел в нём «здорового детину из „купчиков“, склонного материть и веселиться».
В 1903 году, с трудом расторгнув брак с «княгиней», Семёнов женился на сестре С. А. Полякова Анне Александровне Поляковой (1873—1957) и уехал в свадебное путешествие по Европе и Северной Африке. Имел в браке с А. А. Поляковой четырёх дочерей: Василису (Gummerus) (1904—2003), Ирину (1906—1993), Елену (1907—1997) и Валерию (1909—1995). В 1906—1908 года путешествовал по Италии, с марта 1909 года — в Риме; корреспондировал в газете «Новое время». После публикации в газете «Tribuna» (1909, 16 апреля) анонимного письма с обвинением Семёнова и В. П. Зубова в убийстве польского революционера Э. Тарантовича вызывался на допрос; разоблачив автора письма (М. Берлянда), подал в суд и выиграл дело. Тем не менее за Семёнова была установлена слежка; в Дирекции общественной безопасности Италии на него было заведено досье.
Летом 1914 года Семёнов отправил жену и четырёх дочерей в Россию, а сам остался в Италии. Вскоре сблизился с итальянской журналисткой Валерией
Тейя, которая стала его фактической женой. Администратор труппы Дягилева (1916—1917) во время её итальянских гастролей. На гонорар купил в Позитано несколько домов, которые стал сдавать в аренду, а также заброшенную мельницу, которую перестроил в виллу. Вилла Семёнова «Мельница Арьенцо» стала гостеприимной дачей для многих деятелей русской культуры. На вилле Семёнова бывали Л. С. Бакст, С. М. Лифарь, Л. Ф. Мясин, В. Ф. Нижинский, И. Ф. Стравинский, Ж. Кокто, Ф. Т. Маринетти, П. Пикассо. Хозяин дачи запомнился своим экстравагантным поведением: он в шторм уходил к морю, разгуливал нагишом, утверждая, что ему необходим полный контакт с природой; вечера проводил в трактире, обучая посетителей русским азартным играм. Создал в Позитано рыбачий кооператив; позже занимался импортом сельди из Норвегии и экспортом туда оливкового масла и автомобилей «Фиат»
В Италии Семёнов подозревался шпионаже; он понимал, что за ним ведется слежка: «В артистических кафе, которые я часто посещал вместе со своими друзьями, я постоянно чувствовал присутствие шпиков, которые следили за каждым моим высказыванием, записывали и передавали их в контрразведывательные службы, которые подозревали и хотели видеть во мне шпиона». Считается, что в конце концов Семёнов стал сотрудничать с секретными службами режима Муссолини. В 1926 году вступил в иностранную секцию фашистской партии; сблизился с высшими государственными чиновниками, оказывавшими ему административную и финансовую помощь. В середине 1930-х годов начал сотрудничать со спецслужбой OVRA, контролировавшей лояльность граждан, за что получил вид на жительство в Италии.
С конца 1930-х годов Семёнов публиковал в итальянской и эмигрантской прессе мемуарные очерки, в том числе «Il delitto di via Frattina. Un’oscura vendetta ebraica» («Преступление на улице Фраттина. Тёмная еврейская месть» (1939). Обвинение в убийстве Э. Тарантовича объясняется здесь  жидомасонским заговором»; очерк заканчивается славословием Муссолини, освободившему народ Италии от еврейских козней), «Соmе fui espulso dall'Italia. Un russo bianco racconta» («Как меня высылали из Италии. Рассказывает русский белоэмигрант» (1939); признание, что от высылки из Италии в 1919 году его спасло вмешательство масонов). Несмотря на лояльность Семёнова, к концу войны ему запретили покидать Позитано. В это время он написал двухтомные мемуары «Вакх и сирены. Воспоминания М. Н. Семенова. 1881—1914» и «Мельница Ариенцо. Воспоминания рыбака. 1914—1943», которые с помощью Тейя перевёл на итальянский язык. Многие детали в них противоречат документальным и мемуарным источникам, что заставляет рассматривать сочинения Семёнова как беллетризованную автобиографическую прозу.
М. Н. Семёнов умер от рака в декабре 1952 года в Неаполе и был похоронен в Позитано. В завещании Семёнов просил зашить его тело в мешок и бросить в море, а на оставленные им деньги ежегодно устраивать веселые поминки (выполнялось только один раз). После смерти Семёнова его вилла была продана, архив отдан старьёвщику.